# Никола Георгиев – Кайо
Никола Георгиев – Кайо е български художник, работещ в областта на живописта, илюстрацията, карикатурата, графичния дизайн и анимацията.

## Биография
Роден е на 28 януари 1963 година в Самоков. Детството му преминава между Созопол и с. Горни Окол. Учил в Национално училище за изящни изкуства „Илия Петров“ и „Културология“ в Нов български университет.
Член е на Съюза на българските художници и на международната организация на карикатуристите „ФЕКО“. Във в. „Всеки Ден“ е водил ежедневна авторска рубрика с карикатура. Водил е седмични карикатурни рубрики във вестниците „Новинар“, „Уикенд“, „Аз-Буки“. Гостуващ художник е в списание „Съвременник“, бр. 3 от 2022 г.

## Творчество
Стилът на Никола Георгиев е определян като „академичен наивизъм“. Живописните му платна изобилстват от чудати твари, изпълнени с гротеска и мъничко тъга, породена от човешката несъвършеност и безсилие. При него пейзажът по-скоро е рядкост като самостоятелно произведение. Често с яркия си колорит художникът прави по-поносими общожитейските проблеми.
Негови произведения са познати и от публикации в периодичния печат. Има 13 самостоятелни изложби, редица участия в общи изложби.
Носител е на награди за сатирична живопис и карикатура.

## Галерия
- „Самодива“, 2003
- „Моят Дон Кихот“, 2005
- „Домашен любимец“, 2008
- „Пенсионираният клоун“, 2015